# Бане (Польща)
Бане (пол. Banie) — село в Польщі, у гміні Бане Грифінського повіту Західнопоморського воєводства.
Населення — 1970 осіб (2011).
У 1975-1998 роках село належало до Щецинського воєводства.

## Демографія
Демографічна структура станом на 31 березня 2011 року:
|          | Загалом | Допрацездатний вік | Працездатний вік | Постпрацездатний вік |
| -------- | ------- | ------------------ | ---------------- | -------------------- |
| Чоловіки | 981     | 205                | 700              | 76                   |
| Жінки    | 989     | 178                | 602              | 209                  |
| Разом    | 1970    | 383                | 1302             | 285                  |